# Derwent Journal of Synthetic Methods
Das Derwent Journal of Synthetic Methods (abgekürzt: Derwent J. Synth. Meth.) ist eine monatlich bei Derwent Publications erscheinende wissenschaftliche Fachzeitschrift. Sie erschien erstmals 1978 unter dem Titel Journal of Synthetic Methods und seit 1996 unter ihrem aktuellen Namen. In der Zeitschrift werden Inhalte aus dem Chemical Reactions Documentation Service von Derwent veröffentlicht. Dabei handelt es sich um Themen aus dem Bereich der synthetischen organischen Chemie. In jeder Ausgabe werden etwa 250 Chemische Reaktionen behandelt.